# Tournoi d'échecs de Foros
Le tournoi d'échecs de Foros est un tournoi du jeu d'échecs organisé en 2006, 2007 et 2008 à Foros. Disputé sous la forme d'un tournoi toutes rondes entre douze joueurs, il atteignit la catégorie 19 en 2008 et 18 en 2006-2007. 
Il était aussi appelé le  tournoi Foros-Aerosvit  du nom de la compagnie aérienne ukrainienne Aerosvit qui sponsorisait le tournoi.

## Palmarès
| Année | Dates)     | Vainqueur          | Points (/11)   | Deuxième                     | Troisième(s)                                                   | Catégorie (Elo moyen) |
| ----- | ---------- | ------------------ | -------------- | ---------------------------- | -------------------------------------------------------------- | --------------------- |
| 2006  | 16-19 juin | Sergueï Roublevski | 7,5 (+5 –1 =5) | Vassili Ivantchouk 7 (+3 =8) | Viktor Bologan Shakhriyar Mamedyarov 6,5                       | 18 (2691)             |
| 2007  | 17-30 juin | Vassili Ivantchouk | 7,5 (+4 =7)    | Sergueï Kariakine 7 (+3 =8)  | Alexander Onischuk Peter Svidler Loek van Wely Alexeï Chirov 6 | 18 2694               |
| 2008  | 7-20 juin  | Magnus Carlsen     | 8 (+5 =6)      | Vassili Ivantchouk 7 (+3 =8) | Sergueï Kariakine Pavel Eljanov 6                              | 19 2 712              |